# Nyctemera abraxina
Nyctemera abraxina är en fjärilsart som beskrevs av Rothschild 1920. Nyctemera abraxina ingår i släktet Nyctemera och familjen björnspinnare. Inga underarter finns listade i Catalogue of Life.